# BAFTA de melhor filme
BAFTA de melhor filme (no original em inglês BAFTA Award for Best Film) é um prêmio entregue anualmente pela British Academy Film Awards (BAFTA) ao melhor filme do ano.
Versões do prémio incluem também o BAFTA de melhor filme em língua não inglesa (BAFTA Award for Best Film not in the English Language) e Prémio Alexander Korda para melhor filme britânico (Alexander Korda Award for Best British Film).
Filmes de qualquer nacionalidade são elegíveis e o prémio é dado aos produtores da obra vencedora.

## Lista dos nomeados e premiados com o BAFTA de Melhor Filme[1][2]

### Década de 1940
- 1948 - The Best Years of Our Lives (1946)
- 1949 - Hamlet (1948)

### Década de 1950
- 1950 - Ladri di biciclette (1948)
- 1951 - All About Eve (1950)
- 1952 - La Ronde (1950)
- 1953 - The Sound Barrier (1952)
- 1954 - Jeux interdits (1952)
- 1955 - Le Salaire de la peur (1953)
- 1956 - Richard III (1955)
- 1957 - Gervaise (1956)
- 1958 - The Bridge on the River Kwai (1957)
- 1959 - Room at the Top (1959)

### Década de 1960
- 1960 - Ben-Hur (1959)
- 1961 - The Apartment (1960)
- 1962 - A Balada do Soldado (1959) e The Hustler (1961)
- 1963 - Lawrence of Arabia (1962)
- 1964 - Tom Jones (1963)
- 1965 - Dr. Strangelove (1964)
- 1966 - My Fair Lady (1964)
- 1967 - Who's Afraid of Virginia Woolf? (1966)
- 1968 - A Man for All Seasons (1966)
- 1969 - The Graduate (1967)

### Década de 1970
| Ano                                                                         | Filme                | Realizador(es)                             | Produtores |
| --------------------------------------------------------------------------- | -------------------- | ------------------------------------------ | ---------- |
| 1970                                                                        |                      |                                            |            |
| Midnight Cowboy                                                             | John Schlesinger     | Jerome Hellman                             |            |
| Oh! What a Lovely War                                                       | Richard Attenborough | Richard Attenborough, Brian Duffy          |            |
| Women in Love                                                               | Ken Russell          | Larry Kramer                               |            |
| Z                                                                           | Costa Gavras         | Jacques Perrin, Ahmed Rachedi              |            |
| 1971                                                                        |                      |                                            |            |
| Butch Cassidy and the Sundance Kid                                          | George Roy Hill      | John Foreman                               |            |
| Kes                                                                         | Ken Loach            | Tony Garnett                               |            |
| M*A*S*H                                                                     | Robert Altman        | Ingo Preminger                             |            |
| Ryan's Daughter                                                             | David Lean           | Anthony Havelock-Allan                     |            |
| 1972                                                                        |                      |                                            |            |
| Sunday Bloody Sunday                                                        | John Schlesinger     | Joseph Janni                               |            |
| The Go-Between                                                              | Joseph Losey         | John Heyman, Denis Johnson, Norman Priggen |            |
| Morte a Venezia (Death in Venice)                                           | Luchino Visconti     | Luchino Visconti                           |            |
| Taking Off                                                                  | Miloš Forman         | Alfred W. Crown                            |            |
| 1973                                                                        |                      |                                            |            |
| Cabaret                                                                     | Bob Fosse            | Cy Feuer                                   |            |
| A Clockwork Orange                                                          | Stanley Kubrick      | Stanley Kubrick                            |            |
| The French Connection                                                       | William Friedkin     | Philip D'Antoni                            |            |
| The Last Picture Show                                                       | Peter Bogdanovich    | Stephen J. Friedman                        |            |
| 1974                                                                        |                      |                                            |            |
| La nuit américaine (Day for Night)                                          | François Truffaut    | Marcel Berbert                             |            |
| The Day of the Jackal                                                       | Fred Zinnemann       | John Woolf                                 |            |
| Le charme discret de la bourgeoisie (The Discreet Charm of the Bourgeoisie) |                      |                                            |            |
| Don't Look Now                                                              | Nicolas Roeg         | Peter Katz                                 |            |
| 1975                                                                        |                      |                                            |            |
| Lacombe Lucien                                                              | Louis Malle          | Louis Malle, Claude Nedjar                 |            |
| Chinatown                                                                   | Roman Polanski       | Robert Evans                               |            |
| The Last Detail                                                             | Hal Ashby            | Gerald Ayres                               |            |
| Murder on the Orient Express                                                | Sidney Lumet         | John Brabourne, Richard B. Goodwin         |            |
| 1976                                                                        |                      |                                            |            |
| Alice Doesn't Live Here Anymore                                             | Martin Scorsese      | Audrey Maas, David Susskind                |            |
| Barry Lyndon                                                                | Stanley Kubrick      | Stanley Kubrick                            |            |
| Dog Day Afternoon                                                           | Sidney Lumet         | Martin Bregman, Martin Elfand              |            |
| Jaws                                                                        | Steven Spielberg     | David Brown, Richard D. Zanuck             |            |
| 1977                                                                        |                      |                                            |            |
| One Flew Over the Cuckoo's Nest                                             | Miloš Forman         | Michael Douglas, Saul Zaentz               |            |
| All the President's Men                                                     | Alan J. Pakula       | Walter Coblenz                             |            |
| Bugsy Malone                                                                | Alan Parker          | Alan Marshall                              |            |
| Taxi Driver                                                                 | Martin Scorsese      | Julia Phillips, Michael Phillips           |            |
| 1978                                                                        |                      |                                            |            |
| Annie Hall                                                                  | Woody Allen          | Charles H. Joffe, Jack Rollins             |            |
| A Bridge Too Far                                                            | Richard Attenborough | Joseph E. Levine, Richard P. Levine        |            |
| Network                                                                     | Sidney Lumet         | Howard Gottfried                           |            |
| Rocky                                                                       | John G. Avildsen     | Robert Chartoff, Irwin Winkler             |            |
| 1979                                                                        |                      |                                            |            |
| Julia                                                                       | Fred Zinnemann       | Richard Roth                               |            |
| Close Encounters of the Third Kind                                          | Steven Spielberg     | Julia Phillips, Michael Phillips           |            |
| Midnight Express                                                            | Alan Parker          | Alan Marshall, David Puttnam               |            |
| Star Wars                                                                   | George Lucas         | Gary Kurtz                                 |            |

### Década de 1980
| Ano                                       | Filme                | Realizador(es)                      | Produtores |
| ----------------------------------------- | -------------------- | ----------------------------------- | ---------- |
| 1980                                      |                      |                                     |            |
| Manhattan                                 | Woody Allen          | —                                   |            |
| Apocalypse Now                            | Francis Ford Coppola | —                                   |            |
| The China Syndrome                        | James Bridges        | —                                   |            |
| The Deer Hunter                           | Michael Cimino       | —                                   |            |
| 1981                                      |                      |                                     |            |
| The Elephant Man                          | David Lynch          | Jonathan Sanger                     |            |
| Being There                               | Hal Ashby            | Andrew Braunsberg                   |            |
| Kagemusha (影武者, Kagemusha)             | Akira Kurosawa       | Tomoyuki Tanaka                     |            |
| Kramer vs. Kramer                         | Robert Benton        | Stanley R. Jaffe                    |            |
| 1982                                      |                      |                                     |            |
| Chariots of Fire                          | Hugh Hudson          | David Puttnam                       |            |
| Atlantic City                             | Louis Malle          | Denis Héroux                        |            |
| The French Lieutenant's Woman             | Karel Reisz          | Leon Clore                          |            |
| Gregory's Girl                            | Bill Forsyth         | Davina Belling, Clive Parsons       |            |
| Raiders of the Lost Ark                   | Steven Spielberg     | Frank Marshall                      |            |
| 1983                                      |                      |                                     |            |
| Gandhi                                    | Richard Attenborough | Richard Attenborough                |            |
| E.T. the Extra-Terrestrial                | Steven Spielberg     | Kathleen Kennedy, Steven Spielberg  |            |
| Missing                                   | Costa Gavras         | Edward Lewis, Mildred Lewis         |            |
| On Golden Pond                            | Mark Rydell          | Bruce Gilbert                       |            |
| 1984                                      |                      |                                     |            |
| Educating Rita                            | Lewis Gilbert        | Lewis Gilbert                       |            |
| Heat and Dust                             | James Ivory          | Ismail Merchant                     |            |
| Local Hero                                | Bill Forsyth         | David Puttnam                       |            |
| Tootsie                                   | Sydney Pollack       | Sydney Pollack, Dick Richards       |            |
| 1985                                      |                      |                                     |            |
| The Killing Fields                        | Roland Joffé         | David Puttnam                       |            |
| The Dresser                               | Peter Yates          | Peter Yates                         |            |
| Paris, Texas                              | Wim Wenders          | Anatole Dauman, Chris Sievernich    |            |
| A Private Function                        | Malcolm Mowbray      | Mark Shivas                         |            |
| 1986                                      |                      |                                     |            |
| The Purple Rose of Cairo                  | Woody Allen          | Robert Greenhut                     |            |
| Amadeus                                   | Miloš Forman         | Saul Zaentz                         |            |
| Back to the Future                        | Robert Zemeckis      | Neil Canton, Bob Gale               |            |
| A Passage to India                        | David Lean           | John Brabourne, Richard B. Goodwin  |            |
| Witness                                   | Peter Weir           | Edward S. Feldman                   |            |
| 1987                                      |                      |                                     |            |
| A Room with a View                        | James Ivory          | Ismail Merchant                     |            |
| Hannah and Her Sisters                    | Woody Allen          | Robert Greenhut                     |            |
| The Mission                               | Roland Joffé         | Fernando Ghia, David Puttnam        |            |
| Mona Lisa                                 | Neil Jordan          | Patrick Cassavetti, Stephen Woolley |            |
| 1988                                      |                      |                                     |            |
| Jean de Florette                          | Claude Berri         | Claude Berri                        |            |
| Cry Freedom                               | Richard Attenborough | Richard Attenborough                |            |
| Hope and Glory                            | John Boorman         | John Boorman                        |            |
| Radio Days                                | Woody Allen          | Robert Greenhut                     |            |
| 1989                                      |                      |                                     |            |
| L'ultimo imperatore (The Last Emperor)    | Bernardo Bertolucci  | Jeremy Thomas                       |            |
| Au revoir les enfants (Goodbye, Children) | Louis Malle          | Louis Malle                         |            |
| Babettes gæstebud (Babette's Feast)       | Gabriel Axel         | Just Betzer, Bo Christensen         |            |
| A Fish Called Wanda                       | Charles Crichton     | Michael Shamberg                    |            |

### Década de 1990
| Ano                         | Filme                | Realizador(es)                                                              | Produtores |
| --------------------------- | -------------------- | --------------------------------------------------------------------------- | ---------- |
| 1990                        |                      |                                                                             |            |
| Dead Poets Society          | Peter Weir           | Steven Haft, Paul Junger Witt, Tony Thomas                                  |            |
| My Left Foot                | Jim Sheridan         | Noel Pearson                                                                |            |
| Shirley Valentine           | Lewis Gilbert        | Lewis Gilbert                                                               |            |
| When Harry Met Sally...     | Rob Reiner           | Rob Reiner, Andrew Scheinman                                                |            |
| 1991                        |                      |                                                                             |            |
| Goodfellas                  | Martin Scorsese      | Irwin Winkler                                                               |            |
| Crimes and Misdemeanors     | Woody Allen          | Robert Greenhut                                                             |            |
| Driving Miss Daisy          | Bruce Beresford      | Lili Zanuck, Richard D. Zanuck                                              |            |
| Pretty Woman                | Garry Marshall       | Arnon Milchan, Steven Reuther                                               |            |
| 1992                        |                      |                                                                             |            |
| The Commitments             | Alan Parker          | Lynda Myles, Roger Randall-Cutler                                           |            |
| Dances with Wolves          | Kevin Costner        | Kevin Costner, Jim Wilson                                                   |            |
| The Silence of the Lambs    | Jonathan Demme       | Ron Bozman, Edward Saxon, Kenneth Utt                                       |            |
| Thelma & Louise             | Ridley Scott         | Mimi Polk Gitlin                                                            |            |
| 1993                        |                      |                                                                             |            |
| Howards End                 | James Ivory          | Ismail Merchant                                                             |            |
| The Crying Game             | Neil Jordan          | Stephen Woolley                                                             |            |
| The Player                  | Robert Altman        | David Brown, Michael Tolkin, Nick Wechsler                                  |            |
| Strictly Ballroom           | Baz Luhrmann         | Tristram Miall                                                              |            |
| Unforgiven                  | Clint Eastwood       | Clint Eastwood                                                              |            |
| 1994                        |                      |                                                                             |            |
| Schindler's List            | Steven Spielberg     | Branko Lustig, Gerald R. Molen, Steven Spielberg                            |            |
| The Piano                   | Jane Campion         | Jan Chapman                                                                 |            |
| The Remains of the Day      | James Ivory          | John Calley, Ismail Merchant, Mike Nichols                                  |            |
| Shadowlands                 | Richard Attenborough | Richard Attenborough, Brian Eastman                                         |            |
| 1995                        |                      |                                                                             |            |
| Four Weddings and a Funeral | Mike Newell          | Duncan Kenworthy                                                            |            |
| Forrest Gump                | Robert Zemeckis      | Wendy Finerman, Steve Starkey, Steve Tisch                                  |            |
| Pulp Fiction                | Quentin Tarantino    | Lawrence Bender                                                             |            |
| Quiz Show                   | Robert Redford       | Michael Jacobs, Julian Krainin, Michael Nozik                               |            |
| 1996                        |                      |                                                                             |            |
| Sense and Sensibility       | Ang Lee              | Lindsay Doran                                                               |            |
| Babe                        | Chris Noonan         | Bill Miller, George Miller, Doug Mitchell                                   |            |
| The Madness of King George  | Nicholas Hytner      | Stephen Evans, David Parfitt                                                |            |
| The Usual Suspects          | Bryan Singer         | Michael McDonnell                                                           |            |
| 1997                        |                      |                                                                             |            |
| The English Patient         | Anthony Minghella    | Saul Zaentz                                                                 |            |
| Fargo                       | Joel Coen            | Ethan Coen                                                                  |            |
| Secrets & Lies              | Mike Leigh           | Simon Channing Williams                                                     |            |
| Shine                       | Scott Hicks          | Jane Scott                                                                  |            |
| 1998                        |                      |                                                                             |            |
| The Full Monty              | Peter Cattaneo       | Uberto Pasolini                                                             |            |
| L.A. Confidential           | Curtis Hanson        | Curtis Hanson, Arnon Milchan, Michael Nathanson                             |            |
| Mrs Brown                   | John Madden          | Sarah Curtis                                                                |            |
| Titanic                     | James Cameron        | James Cameron, Jon Landau                                                   |            |
| 1999                        |                      |                                                                             |            |
| Shakespeare in Love         | John Madden          | Donna Gigliotti, Marc Norman, David Parfitt, Harvey Weinstein, Edward Zwick |            |
| Elizabeth                   | Shekhar Kapur        | Tim Bevan, Eric Fellner, Alison Owen                                        |            |
| Saving Private Ryan         | Steven Spielberg     | Ian Bryce, Mark Gordon, Gary Levinsohn, Steven Spielberg                    |            |
| The Truman Show             | Peter Weir           | Edward S. Feldman, Andrew Niccol, Scott Rudin, Adam Schroeder               |            |

### Década de 2000
| Ano                                                        | Filme                            | Realizador(es)                                                            | Produtores |
| ---------------------------------------------------------- | -------------------------------- | ------------------------------------------------------------------------- | ---------- |
| 2000                                                       |                                  |                                                                           |            |
| American Beauty                                            | Sam Mendes                       | Bruce Cohen, Dan Jinks                                                    |            |
| East is East                                               | Damien O'Donnell                 | Leslee Udwin                                                              |            |
| The End of the Affair                                      | Neil Jordan                      | Neil Jordan, Stephen Woolley                                              |            |
| The Sixth Sense                                            | M. Night Shyamalan               | Frank Marshall, Kathleen Kennedy, Barry Mendel                            |            |
| The Talented Mr. Ripley                                    | Anthony Minghella                | William Horberg, Tom Sternberg                                            |            |
| 2001                                                       |                                  |                                                                           |            |
| Gladiator                                                  | Ridley Scott                     | David Franzoni, Branko Lustig, Douglas Wick                               |            |
| Almost Famous                                              | Cameron Crowe                    | Ian Bryce, Cameron Crowe                                                  |            |
| Billy Elliot                                               | Stephen Daldry                   | Greg Brenman, Jon Finn                                                    |            |
| Crouching Tiger, Hidden Dragon (臥虎藏龍, Wò hǔ cáng lóng) | Ang Lee                          | Hsu Li-kong, Bill Kong, Ang Lee                                           |            |
| Erin Brockovich                                            | Steven Soderbergh                | Danny DeVito, Michael Shamberg, Stacey Sher                               |            |
| 2002                                                       |                                  |                                                                           |            |
| The Lord of the Rings: The Fellowship of the Ring          | Peter Jackson                    | Peter Jackson, Barrie M. Osborne, Tim Sanders, Fran Walsh                 |            |
| Le fabuleux destin d'Amélie Poulain                        | Jean-Pierre Jeunet               | Jean-Marc Deschamps, Claudie Ossard                                       |            |
| A Beautiful Mind                                           | Ron Howard                       | Brian Grazer, Ron Howard                                                  |            |
| Moulin Rouge!                                              | Baz Luhrmann                     | Fred Baron, Martin Brown, Baz Luhrmann                                    |            |
| Shrek                                                      | Andrew Adamson, Vicky Jenson     | Jeffrey Katzenberg, Aron Warner, John H. Williams                         |            |
| 2003                                                       |                                  |                                                                           |            |
| The Pianist                                                | Roman Polanski                   | Robert Benmussa, Roman Polanski, Alain Sarde                              |            |
| The Lord of the Rings: The Two Towers                      | Peter Jackson                    | Peter Jackson, Barrie M. Osborne, Fran Walsh                              |            |
| Chicago                                                    | Rob Marshall                     | Martin Richards                                                           |            |
| Gangs of New York                                          | Martin Scorsese                  | Alberto Grimaldi, Harvey Weinstein                                        |            |
| The Hours                                                  | Stephen Daldry                   | Robert Fox, Scott Rudin                                                   |            |
| 2004                                                       |                                  |                                                                           |            |
| The Lord of the Rings: The Return of the King              | Peter Jackson                    | Peter Jackson, Barrie M. Osborne, Fran Walsh                              |            |
| Big Fish                                                   | Tim Burton                       | Bruce Cohen, Dan Jinks, Richard D. Zanuck                                 |            |
| Cold Mountain                                              | Anthony Minghella                | Albert Berger, William Horberg, Sydney Pollack, Ron Yerxa                 |            |
| Lost in Translation                                        | Sofia Coppola                    | Sofia Coppola, Ross Katz                                                  |            |
| Master and Commander: The Far Side of the World            | Peter Weir                       | Samuel Goldwyn Jr., Duncan Henderson, Peter Weir                          |            |
| 2005                                                       |                                  |                                                                           |            |
| The Aviator                                                | Martin Scorsese                  | Sandy Climan, Charles Evans, Jr., Graham King, Michael Mann               |            |
| Eternal Sunshine of the Spotless Mind                      | Michel Gondry                    | Anthony Bregman, Steve Golin                                              |            |
| Finding Neverland                                          | Marc Forster                     | Nellie Bellflower, Richard N. Gladstein                                   |            |
| The Motorcycle Diaries (Diários de Motocicleta)            | Walter Salles                    | Michael Nozik, Edgard Tenenbaum, Karen Tenkhoff                           |            |
| Vera Drake                                                 | Mike Leigh                       | Simon Channing Williams, Alain Sarde                                      |            |
| 2006                                                       |                                  |                                                                           |            |
| Brokeback Mountain                                         | Ang Lee                          | Diana Ossana, James Schamus                                               |            |
| Capote                                                     | Bennett Miller                   | Caroline Baron, Michael Ohoven, William Vince                             |            |
| The Constant Gardener                                      | Fernando Meirelles               | Simon Channing Williams                                                   |            |
| Crash                                                      | Paul Haggis                      | Don Cheadle, Cathy Schulman, Bob Yari                                     |            |
| Good Night, and Good Luck.                                 | George Clooney                   | Grant Heslov                                                              |            |
| 2007                                                       |                                  |                                                                           |            |
| The Queen                                                  | Stephen Frears                   | Tracey Seaward, Christine Langan, Andy Harries                            |            |
| Babel                                                      | Alejandro González Iñárritu      | Alejandro González Iñárritu, Jon Kilik, Steve Golin                       |            |
| The Departed                                               | Martin Scorsese                  | Brad Pitt, Brad Grey, Graham King                                         |            |
| The Last King of Scotland                                  | Kevin Macdonald                  | Andrea Calderwood, Lisa Bryer, Charles Steel                              |            |
| Little Miss Sunshine                                       | Jonathan Dayton e Valerie Faris  | Albert Berger, David T. Friendly, Ron Yerxa, Peter Saraf, Marc Turtletaub |            |
| 2008                                                       |                                  |                                                                           |            |
| Atonement                                                  | Joe Wright                       | Tim Bevan, Eric Fellner, Paul Webster                                     |            |
| American Gangster                                          | Ridley Scott                     | Brian Grazer, Ridley Scott                                                |            |
| The Lives of Others (Das Leben der Anderen)                | Florian Henckel von Donnersmarck | Quirin Berg, Max Wiedemann                                                |            |
| No Country for Old Men                                     | Joel e Ethan Coen                | Joel Coen, Ethan Coen, Scott Rudin                                        |            |
| There Will Be Blood                                        | Paul Thomas Anderson             | Paul Thomas Anderson, JoAnne Sellar, Daniel Lupi                          |            |
| 2009                                                       |                                  |                                                                           |            |
| Slumdog Millionaire                                        | Danny Boyle                      | Christian Colson                                                          |            |
| The Curious Case of Benjamin Button                        | David Fincher                    | Kathleen Kennedy, Frank Marshall, Ceán Chaffin                            |            |
| Frost/Nixon                                                | Ron Howard                       | Ron Howard, Brian Grazer, Tim Bevan, Eric Fellner                         |            |
| Milk                                                       | Gus Van Sant                     | Dan Jinks, Bruce Cohen                                                    |            |
| The Reader                                                 | Stephen Daldry                   | Anthony Minghella, Sydney Pollack, Donna Gigliotti, Redmond Morris        |            |

### Década de 2010
| Ano                                             | Filme                       | Realizadores                                                                       | Produtores |
| ----------------------------------------------- | --------------------------- | ---------------------------------------------------------------------------------- | ---------- |
| 2010                                            |                             |                                                                                    |            |
| The Hurt Locker                                 | Kathryn Bigelow             | Kathryn Bigelow, Mark Boal, Nicolas Chartier, Greg Shapiro                         |            |
| Avatar                                          | James Cameron               | James Cameron, Jon Landau                                                          |            |
| An Education                                    | Lone Scherfig               | Finola Dwyer, Amanda Posey                                                         |            |
| Precious                                        | Lee Daniels                 | Lee Daniels, Sarah Siegel-Magness, Gary Magness                                    |            |
| Up in the Air                                   | Jason Reitman               | Ivan Reitman, Jason Reitman, Daniel Dubiecki                                       |            |
| 2011                                            |                             |                                                                                    |            |
| The King's Speech                               | Tom Hooper                  | Iain Canning, Emile Sherman, Gareth Unwin                                          |            |
| Black Swan                                      | Darren Aronofsky            | Scott Franklin, Mike Medavoy, Arnold Messer, Brian Oliver                          |            |
| Inception                                       | Christopher Nolan           | Christopher Nolan, Emma Thomas                                                     |            |
| The Social Network                              | David Fincher               | Scott Rudin, Dana Brunetti, Michael De Luca, Ceán Chaffin                          |            |
| True Grit                                       | Joel e Ethan Coen           | Joel Coen, Ethan Coen, Scott Rudin                                                 |            |
| 2012                                            |                             |                                                                                    |            |
| The Artist                                      | Michel Hazanavicius         | Thomas Langmann                                                                    |            |
| The Descendants                                 | Alexander Payne             | Alexander Payne, Jim Taylor, Jim Burke                                             |            |
| Drive                                           | Nicolas Winding Refn        | Adam Siegel, Marc Platt                                                            |            |
| The Help                                        | Tate Taylor                 | Brunson Green, Chris Columbus, Michael Barnathan                                   |            |
| Tinker Tailor Soldier Spy                       | Tomas Alfredson             | Tim Bevan, Robyn Slovo, Eric Fellner                                               |            |
| 2013                                            |                             |                                                                                    |            |
| Argo                                            | Ben Affleck                 | Grant Heslov, Ben Affleck, George Clooney                                          |            |
| Les Misérables                                  | Tom Hooper                  | Tim Bevan, Eric Fellner, Debra Hayward, Cameron Mackintosh                         |            |
| Life of Pi                                      | Ang Lee                     | Gil Netter, Ang Lee, David Womark                                                  |            |
| Lincoln                                         | Steven Spielberg            | Steven Spielberg, Kathleen Kennedy                                                 |            |
| Zero Dark Thirty                                | Kathryn Bigelow             | Mark Boal, Kathryn Bigelow, Megan Ellison                                          |            |
| 2014                                            |                             |                                                                                    |            |
| 12 Years a Slave                                | Steve McQueen               | Brad Pitt, Anthony Katagas, Dede Gardner, Jeremy Kleiner, Steve McQueen            |            |
| American Hustle                                 | David O. Russell            | Charles Roven, Richard Suckle, Megan Ellison, Jonathan Gordon                      |            |
| Captain Phillips                                | Paul Greengrass             | Scott Rudin, Dana Brunetti, Michael De Luca                                        |            |
| Gravity                                         | Alfonso Cuarón              | Alfonso Cuarón, David Heyman                                                       |            |
| Philomena                                       | Stephen Frears              | Gabrielle Tana, Steve Coogan, Tracey Seaward                                       |            |
| 2015                                            |                             |                                                                                    |            |
| Boyhood                                         | Richard Linklater           | Richard Linklater, Cathleen Sutherland                                             |            |
| Birdman or (The Unexpected Virtue of Ignorance) | Alejandro González Iñárritu | Alejandro González Iñárritu, John Lesher, James W. Skotchdopole                    |            |
| The Grand Budapest Hotel                        | Wes Anderson                | Wes Anderson, Scott Rudin, Steven M. Rales, Jeremy Dawson                          |            |
| The Imitation Game                              | Morten Tyldum               | Nora Grossman, Ido Ostrowsky, Teddy Schwarzman                                     |            |
| The Theory of Everything                        | James Marsh                 | Tim Bevan, Eric Fellner, Lisa Bruce, Anthony McCarten                              |            |
| 2016                                            |                             |                                                                                    |            |
| The Revenant                                    | Alejandro González Iñárritu | Steve Golin, Alejandro González Iñárritu, Arnon Milchan, Mary Parent, Keith Redmon |            |
| The Big Short                                   | Adam McKay                  | Dede Gardner, Jeremy Kleiner, Brad Pitt                                            |            |
| Bridge of Spies                                 | Steven Spielberg            | Kristie Macosko Krieger, Marc Platt, Steven Spielberg                              |            |
| Carol                                           | Todd Haynes                 | Elizabeth Karlsen, Christine Vachon, Stephen Woolley                               |            |
| Spotlight                                       | Tom McCarthy                | Blye Pagon Faust, Steve Golin, Nicole Rocklin, Michael Sugar                       |            |
| 2017                                            |                             |                                                                                    |            |
| La La Land                                      | Damien Chazelle             | Fred Berger, Jordan Horowitz, Marc Platt                                           |            |
| Arrival                                         | Denis Villeneuve            | Dan Levine, Shawn Levy, David Linde, Aaron Ryder                                   |            |
| I, Daniel Blake                                 | Ken Loach                   | Rebecca O'Brien                                                                    |            |
| Manchester by the Sea                           | Kenneth Lonergan            | Lauren Beck, Matt Damon, Chris Moore, Kimberly Steward, Kevin J. Walsh             |            |
| Moonlight                                       | Barry Jenkins               | Dede Gardner, Jeremy Kleiner, Adele Romanski                                       |            |
| 2018                                            |                             |                                                                                    |            |
| Three Billboards Outside Ebbing, Missouri       | Martin McDonagh             | Graham Broadbent, Peter Czernin, Martin McDonagh                                   |            |
| Call Me by Your Name                            | Luca Guadagnino             | Emilie Georges, Luca Guadagnino, Marco Morabito, Peter Spears                      |            |
| Darkest Hour                                    | Joe Wright                  | Tim Bevan, Lisa Bruce, Eric Fellner, Anthony McCarten, Douglas Urbanski            |            |
| Dunkirk                                         | Christopher Nolan           | Christopher Nolan, Emma Thomas                                                     |            |
| The Shape of Water                              | Guillermo del Toro          | Guillermo del Toro, J. Miles Dale                                                  |            |
| 2019                                            |                             |                                                                                    |            |
| Roma                                            | Alfonso Cuarón              | Alfonso Cuarón, Gabriela Rodriguez                                                 |            |
| BlacKkKlansman                                  | Spike Lee                   | Jason Blum, Spike Lee, Raymond Mansfield, Sean McKittrick, Jordan Peele            |            |
| The Favourite                                   | Yorgos Lanthimos            | Ceci Dempsey, Ed Guiney, Lee Magiday, Yorgos Lanthimos                             |            |
| Green Book                                      | Peter Farrelly              | Jim Burke, Brian Hayes Currie, Peter Farrelly, Nick Vallelonga, Charles B. Wessler |            |
| A Star is Born                                  | Bradley Cooper              | Bill Gerber, Lynette Howell Taylor, Bradley Cooper                                 |            |

### Década de 2020
| Ano                               | Filme                          | Realizadores                                                                                  | Produtores |
| --------------------------------- | ------------------------------ | --------------------------------------------------------------------------------------------- | ---------- |
| 2020                              |                                |                                                                                               |            |
| 1917                              | Sam Mendes                     | Pippa Harris, Callum McDougall, Sam Mendes, Jayne-Ann Tenggren                                |            |
| The Irishman                      | Martin Scorsese                | Robert De Niro, Jane Rosenthal, Martin Scorsese, Emma Tillinger Koskoff                       |            |
| Joker                             | Todd Phillips                  | Bradley Cooper, Todd Phillips, Emma Tillinger Koskoff                                         |            |
| Once Upon a Time in Hollywood     | Quentin Tarantino              | David Heyman, Shannon McIntosh, Quentin Tarantino                                             |            |
| Gisaengchung (Parasite)           | Bong Joon-ho                   | Bong Joon-ho, Kwak Sin-ae                                                                     |            |
| 2021                              |                                |                                                                                               |            |
| Nomadland                         | Chloé Zhao                     | Frances McDormand, Peter Spears, Mollye Asher, Dan Janvey, Chloé Zhao                         |            |
| The Father                        | Florian Zeller                 | David Parfitt, Jean-Louis Livi, Philippe Carcassonne                                          |            |
| The Mauritanian                   | Kevin Macdonald                | Adam Ackland, Leah Clarke, Beatriz Levin, Lloyd Levin                                         |            |
| Promising Young Woman             | Emerald Fennell                | Josey McNamara, Ben Browning, Ashley Fox, Emerald Fennell                                     |            |
| The Trial of the Chicago 7        | Aaron Sorkin                   | Stuart M. Besser, Marc Platt                                                                  |            |
| 2022                              |                                |                                                                                               |            |
| The Power of the Dog              | Jane Campion                   | Jane Campion, Iain Canning, Roger Frappier, Tanya Seghatchian, Emile Sherman                  |            |
| Belfast                           | Kenneth Branagh                | Laura Berwick, Kenneth Branagh, Becca Kovacik, Tamar Thomas                                   |            |
| Don't Look Up                     | Adam McKay                     | Adam McKay, Kevin Messick                                                                     |            |
| Dune                              | Denis Villeneuve               | Mary Parent, Cayle Boyter, Denis Villeneuve                                                   |            |
| Licorice Pizza                    | Paul Thomas Anderson           | Sara Murphy, Paul Thomas Anderson, Adam Somner                                                |            |
| 2023                              |                                |                                                                                               |            |
| Im Westen nichts Neues            | Edward Berger                  | Daniel Brühl, Daniel Marc Dreifuss, Clive Barker, Marc Toberoff, Lesley Paterson, Ian Stokell |            |
| The Banshees of Inisherin         | Martin McDonagh                | Martin McDonagh, Graham Broadbent, Peter Czernin                                              |            |
| Elvis                             | Baz Luhrmann                   | Baz Luhrmann, Gail Berman, Catherine Martin, Patrick McCormick, Schuyler Weiss                |            |
| Everything Everywhere All at Once | Daniel Kwan e Daniel Scheinert | Anthony Russo, Joe Russo, Mike Larocca, Daniel Kwan, Daniel Scheinert, Jonathan Wang          |            |
| Tár                               | Todd Field                     | Todd Field, Alexandra Milchan, Scott Lambert                                                  |            |
| 2024                              |                                |                                                                                               |            |
| Oppenheimer                       | Christopher Nolan              | Christopher Nolan, Charles Roven, Emma Thomas                                                 |            |
| The Holdovers                     | Alexander Payne                | Mark Johnson                                                                                  |            |
| Killers of the Flower Moon        | Martin Scorsese                | Dan Friedkin, Daniel Lupi, Martin Scorsese, Bradley Thomas                                    |            |
| Anatomie d'une chute              | Justine Triet                  | Marie-Ange Luciani, Davi Thion                                                                |            |
| Poor Things                       | Yorgos Lanthimos               | Ed Guiney, Yorgos Lanthimos, Andrew Lowe, Emma Stone                                          |            |
| 2025                              |                                |                                                                                               |            |
| Conclave                          | Edward Berger                  | Tessa Ross, Juliette Howell e Michael A. Jackman                                              |            |
| A Complete Unknown                | James Mangold                  | Alex Heineman, Fred Berger e James Mangold                                                    |            |
| Anora                             | Sean Baker                     | Alex Coco, Samantha Quan e Sean Baker                                                         |            |
| Emilia Pérez                      | Jacques Audiard                | Pascal Caucheteux e Jacques Audiard                                                           |            |
| O Brutalista                      | Brady Corbet                   | Nick Gordon, Brian Young, Andrew Morrison, D. J. Gugenheim, e Brady Corbet                    |            |